# Felix Beiersdorf
Felix Beiersdorf (1998. augusztus 1. –) német korosztályos válogatott labdarúgó, aki az RB Leipzig játékosa.

## Statisztika
2016. június 15. szerint
| Klub               | Szezon             | Bajnokság | Bajnokság | Kupa  | Kupa  | UEFA  | UEFA  | Összesen | Összesen |
| Klub               | Szezon             | Mérk.     | Gólok     | Mérk. | Gólok | Mérk. | Gólok | Mérk.    | Gólok    |
| ------------------ | ------------------ | --------- | --------- | ----- | ----- | ----- | ----- | -------- | -------- |
| RB Leipzig II      | 2015–16            | 1         | 0         | 0     | 0     | 0     | 0     | 1        | 0        |
| RB Leipzig II      | Összesen           | 1         | 0         | 0     | 0     | 0     | 0     | 1        | 0        |
| RB Leipzig         | 2015–16            | 0         | 0         | 0     | 0     | 0     | 0     | 0        | 0        |
| RB Leipzig         | Összesen           | 0         | 0         | 0     | 0     | 0     | 0     | 0        | 0        |
| Karrierje összesen | Karrierje összesen | 1         | 0         | 0     | 0     | 0     | 0     | 1        | 0        |